# Crusader: No Remorse
Crusader: No Remorse — компьютерная игра жанра action, разработанная Origin Systems и изданная Electronic Arts. Релиз состоялся в 1995 году на ПК для платформы DOS, с последующими портами на Sony PlayStation и Sega Saturn в 1997. Действие разворачивается в мире антиутопии XXII столетия, вокруг бойца элитного подразделения по прозвищу Silencer (Глушитель), который противостоит тирании правительства под руководством Мирового Экономического Консорциума (МЭК), и примыкает к повстанческому сопротивлению.
Критики хорошо приняли игру, и в 1996 году эксклюзивно для ПК вышел сиквел — Crusader: No Regret.

## Игровой процесс
Игра разделена на миссии, каждая из которых происходит в отдельных локациях и имеет свои задачи. Окружение варьируется от заводов и военных баз до офисов и космических станций, заполненных разнообразными врагами — солдатами, боевыми роботами, а также ловушками и головоломками. Присутствуют также неагрессивные персонажи — они могут быть убиты без последствий, а их тела можно обыскать, чтобы найти кредиты, которые впоследствии тратятся на покупку нового оружия.
Все локации оборудованы системой охранной сигнализации, которая может быть активирована действиями вроде попадания в поле зрения камер видеонаблюдения, стрельбой или уничтожением особых закрытых дверей. Активация сигнализации приводит к ожесточённому сопротивлению сил противника, поэтому игрока поощряют избегать поднятия тревоги и отключать её как можно быстрее. В No Remorse, Silencer не может носить c собой больше пяти единиц оружия одновременно.
Игра представляет невиданный, по тем временам, уровень интерактивного окружения. Большинство предметов на уровне может быть уничтожено огнём игрока, некоторые ловушки и охранные механизмы возможно применить против вражеских сил. География уровней подразумевает использование тактических приёмов для нанесения максимального ущерба при минимальной потере ресурсов и боеприпасов. No Regret привнесла в оригинальную игру некоторые полезные движения, такие как перекаты вперёд и стрейф вприсядку. Оружие, амуниция, кредиты (деньги), аптечки и другая экипировка разбросаны по уровням, давая игроку возможность наращивать свой арсенал.

## Сюжет
В связи с экономическим спадом конца XX века, нации на планете Земля стали самоорганизовываться в огромные экономические супер-конгломераты. Впоследствии эти континентальные организации слились в Мировой Экономический Консорциум. МЭК прибегал к методам тирании, вместо того чтобы заниматься делами мира и процветания. В реальности большинство гражданских прав было упразднено, налоги поднялись выше 90 %, армия беспощадно использовалась против всех, кто смел не подчиниться МЭК, свободная пресса также была уничтожена. Только высшая каста элит исполнителей МЭК имела настоящую силу и благополучие. Правили консорциумом президент Готье и председатель Натаниэль Дрейган. МЭКу противостояла организация, назвавшаяся «Сопротивлением», ведомая бывшим полковником МЭК, а теперь генералом, Квентином Максисом. Сопротивление представляло собой несколько малочисленных, плохо вооружённых групп социально разрозненных людей: бывших солдат МЭК и рабочих, смешавшихся с политическими диссидентами и бандитами.
В начальной заставке показаны трое пехотинцев, возвращающихся с проваленной ими миссии, в ходе которой они отказались открыть огонь по мирным гражданам, принятым (возможно ошибочно) за восставших. Они попадают в засаду боевого робота МЭК, и двое погибают. Оставшийся, безымянный капитан (персонаж игрока), уничтожает робота гранатой. Взвесив свои шансы, он решает примкнуть к Сопротивлению, где, будучи символом военной мощи МЭК и политической философии, сталкивается с негодованием, недоверием и ненавистью. В процессе игры Silencer, безропотно принимая на себя опасные миссии, часто будучи ограниченным в экипировке, и беспрестанно добиваясь успеха во время их выполнения, постепенно заслуживает уважение у своих коллег.
В итоге Silencer раскрывает планы Консорциума в отношении Космической Станции (Vigilance Platform), которая способна атаковать любую точку Земли из космоса. Это означает, что каждый город, в котором находятся бойцы Сопротивления, может быть попросту уничтожен по желанию МЭК. Все такие объекты находятся под угрозой орбитальной бомбардировки до тех пор, пока не сдадутся. В то же время ячейка Сопротивления, в которой находится игрок, оказывается расколотой изнутри, и почти все NPC погибают. Несмотря на это, Silencer зачищает Vigilance Platform и уничтожает её. Один из предателей также находится на станции, охраняя медицинский сектор. Он вызывает игрока на дуэль за право обладания картой доступа к последней локации. В то время как Vigilance Platform детонирует, с Silencer’ом связывается Дрейган и обещает отомстить.

## Разработка
Обе игры используют доработанную версию движка Ultima VIII: Pagan в изометрической проекции, который поддерживает SVGA графику. В звуковом сопровождении используется специальная технология — Asylum Sound System, которая задействует MOD файлы вместо General MIDI, для того чтобы получить высокое качество без расчёта на дорогое оборудование. Каждая миссия и подмиссия в игре имеет свою собственную музыкальную тему. Саундтрек обеих игр был написан Andrew Sega и Dan Grandpre в ныне почившей Straylight Productions.
В Crusader используются видеоролики с живыми актёрами. Это происходит во врезках, которые открываются по мере продвижения сюжета, обычно такое случается при взаимодействии с NPC. В роликах происходят их монологи, потому что персонаж игрока никогда не разговаривает. Как и другие продукты Origin, оба Crusader поставляются с материалами, которые относятся к игровой вселенной — например, с пропагандистскими плакатами, газетами и руководствами от МЭК и Сопротивления.
Crusader содержит в себе несколько отсылок к серии Wing Commander и прочим играм. В начальной заставке показана система дат, такая же, как в Wing Commander (за номером года следует десятичное число, означающее конкретный день). Согласно предыстории Wing Commander, Конфедерация Терранов — это правительство, которое заменило собой МЭК. «Star*Soldier», руководство к Wing Commander Arena, содержит рекламу внутриигрового фильма под названием No Regret, в которой сообщается, что он основан на реальных событиях. Кроме того, заголовок газеты, добавленной в коробочное издание No Remorse, упоминает SHODAN и космическую станцию Цитадель — это отсылка к System Shock, а высасывающие кровь операционные столы, которые можно увидеть на некоторых уровнях, похожи на те, что были в Bioforge и на которых создавался основной персонаж — LEX. Главный гейм-дизайнер Tony Zurovec сообщил, что эти совпадения по сути — пасхальные яйца, и Crusader не делит игровую вселенную ни с одной другой игровой серией.

## Награды
| Сводный рейтинг         | Сводный рейтинг                                     |
| Агрегатор               | Оценка                                              |
| ----------------------- | --------------------------------------------------- |
| GameRankings            | 84,00 % (PC) 73,20 % (PlayStation) 70,70 % (Saturn) |
| Иноязычные издания      |                                                     |
| Издание                 | Оценка                                              |
| Game Informer           | 7,25/10 (PlayStation)                               |
| GameSpot                | 8,4/10 7,1/10 (PlayStation) 7,4/10 (Saturn)         |
| IGN                     | 7/10 (PlayStation)                                  |
| PC Gamer (US)           | 93 %                                                |
| Computer Games Magazine | [ 15 ]                                              |

Crusader: No Remorse выиграла приз Action Game of the Year Computer Gaming World. В 1996 году Computer Gaming World назвал её под номером 38 в числе лучших игр для ПК всех времён; кроме того, одна из игровых винтовок (Ultraviolet Rifle) упоминается в числе 150-ти «лучших способов умереть в компьютерной игре».

## Наследие
Третья игра серии (которая имела несколько рабочих названий, таких как Crusader 3: No Escape, Crusader II и Crusader: No Mercy) никогда не была издана. Tony Zurovec из команды Crusader покинул Origin и присоединился к создателю Wing Commander — Chris Roberts в его новой компании Digital Anvil, а сама Origin сфокусировала своё внимание на Ultima Online. Основная идея игры должна была заключаться в том, что игрок/Сопротивление захватывают шаттл и нападают на Землю, чтобы отбить её у МЭК.
В 2006 году словацкая компания-разработчик Outsider Development пыталась убедить EA портировать Crusader: No Remorse на PlayStation Portable, но их проект Crusader: No Pity (который уже имел рабочий прототип) был отвергнут, несмотря на поддержку со стороны Andrew Sega.